# عدنان مندرس
عدنان مندرس (۱۸۹۹– ۱۷ س‍پتامبر ۱۹۶۱) اولین رئیس دولت ترکیه مدرن بود که به صورت دمکراتیک با رای مردم انتخاب شده بود.
وی از سال ۱۹۵۰ تا ۱۹۶۰ نخست‌وزیر ترکیه بود و یکی از مٶسسین حزب دموکرات در سال ۱۹۴۶ بود. در پی کودتای نظامی ۱۹۶۰ از قدرت برکنار و طی یک دادگاه نمایشی به اعدام محکوم شد.
وی در سال ۱۹۶۱ به دار آویخته شد. یکی از اتهامات وی در دادگاه کشتار استانبول بود. مندرس یکی از سه سیاستمداران تاریخ جمهوری ترکیه است که یک آرامگاه به عنوان یادبود و بزرگداشت برای ایشان ساختند.

## زندگی سیاسی
مندرس عضو حزب جمهوری‌خواه خلق بود حزبی که آتاتورک آن را بنیان نهاد و همین‌طور نماینده این حزب در پارلمان ترکیه بود؛ ولی در سال ۱۹۴۵ از این حزب کناره‌گیری کرد و با سه نماینده دیگر حزبی جدید را به اسم حزب دموکرات تأسیس کرد. این حزب در سال ۱۹۴۶ در انتخابات سرتاسری ترکیه شرکت کرد و تنها ۴۲ کرسی را به دست آورد. دوباره در انتخابات سال ۱۹۵۰ شرکت کرد و این بار یک پیروزی بزرگی نصیب مندرس و حزب او شد و مندرس از انجام این انتخابات توانست یک حکومت به ریاست خودش تشکیل بدهد و حد و حدودی برای حزب آتاترک ایجاد کند. مندرس در پروپاگانداهای انتخاباتی خودش این اصل را بنیاد خود کرد که نباید دولت در بخشهای خصوصی دخالت کند آنطور که در گذشته می‌کرد. همچنین مندرس در سخنرانیهایش وعده می‌داد که از فشارهای سکولاریزم علیه دین و آیین بکاهد و به مردم آزادی بیشتری در مورد ایمان و دموکراسی بدهد. بعد از پیروزی، مندرس اقدام به وارد کردن تکنولوژی‌های کشاورزی به مزرعه‌ها کرد و به دهقانان بذر و کود و مواد لازم برای زراعت و کشت رسانید و همین‌طور راهنمایان زراعتی را در اختیار ایشان گذاشت. مندرس در بیشتر مناطق چندین سد بزرگ برای آبیاری احداث کرد و این تا به جایی رسید که ترکیه در تولید گندم و انجیر و انگور و پنبه و چای و میوه‌های مختلف خیلی پیشرفت کرد و این محصولات را به کشورهای اروپایی و خاورمیانه صادر کرد. همچنین تعداد زیادی انبار برای ذخیره کردن حبوبات ساخت و راه‌های روستاهای دورافتاده را به هم متصل کرد و کارخانه‌های بافندگی و کارخانه‌های آب میوه سازی و تولید سیمان و لوازم ساخت و ساز و صنایع تولید کفش و پوست و ادویه را احداث کرد.
عدنان مندرس به پست نخست‌وزیری خود ادامه داد و در انتخابات ۱۹۵۴ موفقیتی دیگر به دست آورد. در عهد او ترکیه به پیمان ناتو پیوست و ارتباط خود را با آمریکا قوی کرد. مندرس با فرستادن نیروهای نظامی ترکیه به کره به برنامه‌های خود سامان بخشید.

## کودتا و مرگ
مجموعه‌ای از تهمت‌ها به مندرس وارد شُد از جمله راضی کردن احساسات دینی کشاورزان و دهقانان روستایی که موجب ظهور یک جناح دینی شد که خواستار دخالت دین در سیاست و بازگشت خلافت و اجرای شریعت اسلامی بود که داشت رژیم آتاترکی را برچیده می‌کرد، ولی همچنان مندرس در سخنرانیهایش مکرر تٲکید می‌کرد که باید رژیم سکولاریزمی پابرجا بماند و نباید آن را منحل کرد یا با یک رژیم جدید تبدیل کرد؛ و گرچه مندرس در بخشهای کشاورزی و صنعتی به سیستم لیبرالی اعتماد می‌کرد، اما این جریان سبب اغتشاشات اقتصادی و مالی شد. کسانی که از این اصلاحات بیشترین فایده را بردند صاحب زمین‌های بزرگ و دهقانان متوسط جامعه بودند، اما کشاورزان تهی دست از این اصلاحات بهره‌مند نشدند چون نتوانستند بهای ماشینهای کشاورزی را بپردازند. همین‌طور بخشیدن آزادی کامل به بخشهای خصوصی، ترکیه را در موقعیتی وخیم قرار داد و در سال ۱۹۵۵ خزانه دولت از پول خالی شد و حکومت نتوانست قرضهای خارجی را بپردازد که در سال ۱۹۶۰ نزدیک به دو میلیارد دلار رسید و از لحاظ اقتصادی و مالی حکومت ترکیه در مضیقه قرار گرفت و این بحران ضربه‌ای شدید به برنامه‌های اقتصادی مندرس زد و حکومت وی آماج تیرهای اپوزسیون ترکیه شد و عصمت اینونو رهبر حزب جمهوری‌خواه خلق طرفداران خود را در دانشگاه‌ها و ارتش جمع کرد و تظاهرات و اغتشاشات مهیجی در شهرهای بزرگ ترکیه به وقوع پیوست.
در صبح ۲۷ می ۱۹۶۰ ارتش ترکیه حرکت کردند و اولین کودتای نظامی را در جمهوری ترکیه انجام دادند و ۳۸ افسر به رهبری ژنرال جمال گورسیل که بعد از آن رئیس‌جمهور ترکیه شد حکومت ترکیه را کنترل کردند و کودتاچیان ۲۳۵ ژنرال و ۵ هزار افسر را از کار بازنشسته کردند، و فعالیت‌های حزب دموکرات را متوقف ساختند و نخست‌وزیر عدنان مندرس همراه جلال بایار و چند وزیر دیگر بازداشت کردند و به جزیره یصی ٲدا فرستادند. بعد از یک دادگاه نمایشی رئیس‌جمهور جلال بایار به حبس ابد و نخست‌وزیر عدنان مندرس و وزیر امور خارجه فتین رشدی زورلو و وزیر مالیهحسن بولاتکان به تهمت تبدیل رژیم سکولاریزمی به حکومتی دینی به اعدام محکوم شدند. در سپتامبر ۱۹۶۱ حکم اعدام علیه عدنان مندرس و دو تا وزیرش اجرا شد.
مندرس متٲهل بود و از ازدواجش با خانم Berrin Menderes سه پسر به نامهای Yüksel, Mutlu و آیدین داشت که هر سه پسر عدنان مندرس در چندین دوره نماینده پارلمان ترکیه بودند.

## بعد از مرگ

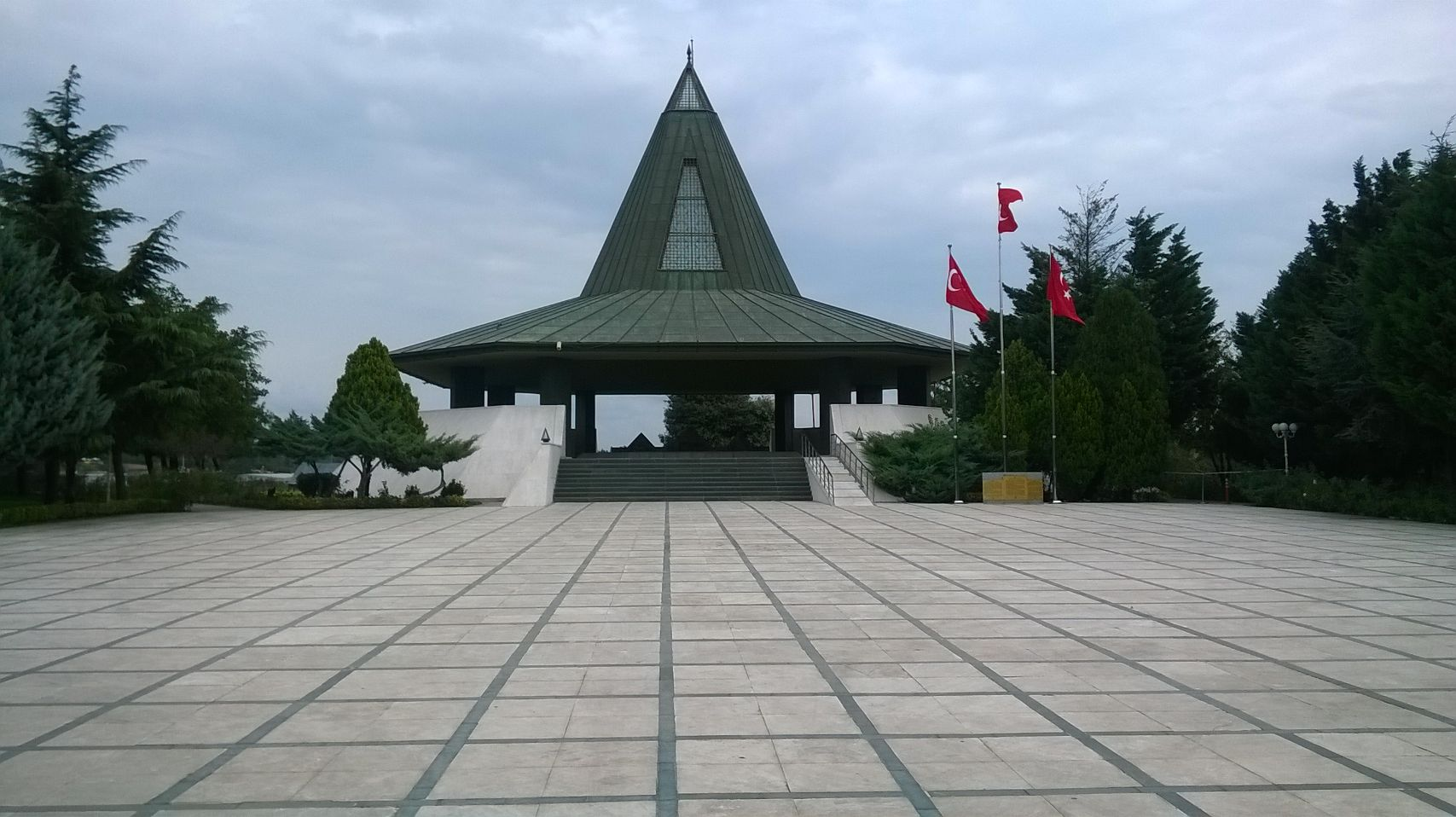
مقبره عدنان مندرس

بیشتر مردم ترک احساس می‌کردند که مندرس و رفقای او به ظلم و ناحق کشته شدند و این طرز فکر ماه به ماه و سال به سال رو افزایش بود تا این که سال ۱۹۹۰ تورگوت اوزال رئیس‌جمهور ترکیه به احساسات مردم جواب داد و قرار داد که دوباره اعتبار و حیثیت را به مندرس و بولاتکان و زورلوی اعدام شده برگرداند و به نمایندگان حزب خود به نام حزب مام میهن که در پارلمان ترکیه اکثریت کرسی‌ها را در دست داشتند امر کرد که قانونی را صادر کنند که در آن اعتبار و حیثیت دوباره را به مندرس و رفقایش ببخشند. به همین دلیل پارلمان ترکیه در ۱۱ آوریل ۱۹۹۰ قانون شماره ۳۶۲۳ را مشعر بر بخشیدن اعتبار به مندرس و رفقای اعدام شده اش صادر کرد.
فرمانی صادر شد که جنازه‌های این سه شخص که در گورستان یاسی ٲدا بعد از اعدام دفن کرده بودند به یک گورستان مخصوص که شهرداری استانبول برای آن‌ها در نظر گرفته بود انتقال بدهند و در ۱۷ سپتامبر ۱۹۹۰ در ۲۹ سالگرد اعدامشان تورگوت اوزال و بزرگان و رهبران احزاب و جمعیت زیادی از جنازه‌هایشان استقبال کردند و همچنین خودش در دفن کردن جنازه‌ها شرکت کرد و سوره فاتحه بر ارواحشان خواند و به عنوان شهید ملت از آن‌ها یاد کرد و در روز بعد روزنامه‌ها، عدنان مندرس، فتین زورلو و حسن بولاتکان را به عنوان شهید ملت و دموکراسی معرفی کردند.
اسم فرودگاه ازمیر را تغییر دادند و به اسم مندرس نام نهادند و همین‌طور جاده‌ها و دانشگاه و مدرسه‌های زیادی را به نام مندرس کردند، و از جمله دانشگاه عدنان. مندرس به خاطر نقش آفرینش در زندگی مدنی ترکیه و محکوم کردن میراث کودتا و لشکر که در سال ۲۰۱۰ همه‌پرسی برای تعدیلات قانون اساسی انجام شد برای اینکه سزاهایی علیه کودتاهای نظامی وضع کنند و به این طریق اعتباری دیگر بعد از ۵۰ سال از کودتای نظامی که ایشان را از حکومت برانداخت، ببخشد. در سال ۲۰۱۲ تعدادی از نمایندگان ترکیه از اهمال کردن در مورد اعتبار بخشی دوباره به نخست‌وزیر سابق عدنان مندرس که کودتای نظامی ۱۹۶۰ ایشان را اعدام کرده بودند شکایت کردند؛ و در آخر سال ۲۰۱۲ برهان کوزو رئیس کمسیون قانون اساسی در پارلمان ترکیه درخواستی به پارلمان تقدیم کرد به این مضمون که اعتبار دوباره و اعاده حیثیت را به نخست‌وزیر عدنان مندرس که در ماجرای کودتای نظامی ۱۹۶۰ اعدام شد ببخشند. کوزو گفت که ایشان سعی خواهد کرد حکمی را صادر کند که در آن شرعی نبودن محاکمه نخست‌وزیر عدنان مندرس و حکم به اعدام برای او و وزیرهای خارجه و مالیه ایشان موجه کند، و گفت که مندرس هیچ جرمی را مرتکب نشده بود که سزاوار اعدام باشد و همین‌طور احکام انقلاب هم بدون مدرک و دلیل بود؛ و در چهارمین کنگره حزب عدالت و توسعه نخست‌وزیر آن دوره ترکیه رجب طیب اردوغان در یک سخنرانی سه ساعتی که ایراد کرد و در آن گفت: ما در مسیر اجداد و نیاکان پیروزمندمان سلطان الب ارسلان و سلطان محمد الفاتح و روی برنامه‌های رهبر و پیشوایانمان مثل مصطفی کمال آتاتورک و عدنان مندرس و تورگوت اوزال و نجم الدین اربکان پیش می‌رویم. و در این سخن به عنوان یک رهبر و کاریزما از مندرس یاد شد و اعتبار و حیثیت را به وی بخشیدند.